# Aymen Boucheriha
Aymen Boucheriha (en arabe : أيمن بوشريحة) est un footballeur algérien né le 30 juillet 1998 à Skikda. Il évolue au poste de défenseur central au NA Hussein Dey.

## Biographie
Il évolue en première division algérienne avec son club formateur, le CS Constantine avant d'aller au NA Hussein Dey en septembre 2020.
Il participe à la Ligue des champions de la CAF saison 2018-19 avec le CSC. Il joue un seul match dans cette compétition africaine.

## Palmarès
CS Constantine
- Championnat d'Algérie (1) :
  - Champion : 2017-18.

- Supercoupe d'Algérie :
  - Finaliste : 2018.